# Etidronska kislina
Etidronska kislina je spojina iz skupine bisfosfonatov, ki zavira demineralizacijo kostnine in se uporablja za zdravljenje osteoporoze in Pagetove bolezni kosti. Kot zdravilna učinkovina se uporablja v obliki soli, ki se imenuje etidronat. Uporabnost etidronata omejuje ozko terapevtsko okno (poleg resorpcije zavira tudi mineralizacijo kosti) in šibkost delovanja. Indiciran je le za zdravljenje osteoporoze pri bolnikih, ki ne prenašajo drugih peroralnih bisfosfonatov.

## Mehanizem delovanja
Kemijsko so difosfonati analogi pirofosfata in se vežejo na kalcijev hidroksiapatit v kostnini. Princip njihovega delovanja še ni povsem pojasnjen. Prve hipoteze so predpostavljale, da difosfonati z vezavo na kostni matriks zmanjšajo raztapljanja mineralnega dela kosti, vendar so verjetno sistemske koncentracije difosfonatov prenizke, da bi samo na ta način razložili njihov močan farmakološki učinek. Novejše študije tako dokazujejo, da so njihova glavna tarča kostne celice, predvsem osteoklasti: preprečujejo njihovo adhezijo na kostno površino, ovirajo njihovo resorpcijsko aktivnost na kostni površini ter skrajšajo njihov čas preživetja.

## Odmerjanje
Etidronat se daje 400 mg dnevno 14 dni, zdravljenje se ponovi vsake tri mesece.

## Presnova
Posebnost farmakokinetike difosfonatov je ta, da se v organizmu skoraj ne presnavljajo in ostanejo vezani na kostni hidroksiapatit tudi več deset let, iz organizma se izločijo nespremenjeni preko ledvic.

## Neželeni učinki
Najpogostejši neželeni učinki etidronata so glavobol, slabost, driska, izpuščaj, izpadanje las, znižanje krvnih vrednosti kalcija, magnezija in fosfata, zmanjšanje ledvične funkcije ter bolečine v kosteh in sklepih. Poslabša lahko že prisotne razjede na želodcu ali črevesju in lahko povzroči nastanek razjed na požiralniku. Redko se pojavljajo osteonekroza čeljusti, krči, hude kožne reakcije ter zmanjšanje števila rdečih in belih krvničk.